# Безбілетні пасажири у шахтах шасі

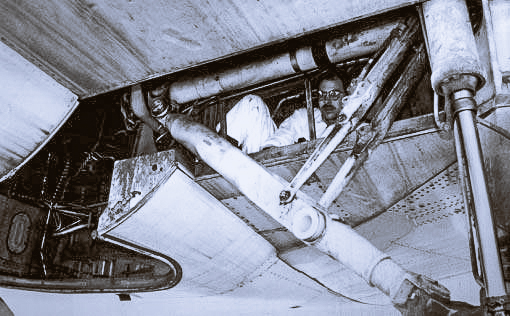
Реконструкція розміщення безбілетника у шахті шасі DC-8 у виконанні дослідника Federal Aviation Administration Цивільний аерокосмічний медичний інститут Institute

На цій сторінці перераховані відомі інциденти з безбілетними пасажирами, які з різних причин подорожували в шахті шасі літака. У період з 1947 року по червень 2015 року Федеральне авіаційне управління США зафіксувало 113 таких спроб на 101 рейсі, що вилітав або приземлявся в Сполучених Штатах. З цих 113 осіб загинули 86 (тобто смертність становить 76 %).
Безбілетним пасажирам, що подорожують у шахтах шасі, протягом всього польоту загрожує значна небезпека. Одразу після зльоту шасі забирається у свій відсік і може розчавити безбілетника. Під час польоту на великій висоті значний ризик становить гіпотермія, оскільки температура в шахті шасі може опускатися до -60 °C. Знижені атмосферний тиск і парціальний тиск кисню у крові впливають на фізіологічні процеси — парціальний тиск кисню при польоті в шахті шасі нижчий, ніж необхідно для підтримки свідомості мозку. На висоті понад 6000 м може розвинутися декомпресійна хвороба та азотна емболія. Коли літак знижується, відбувається поступове зігрівання та реоксигенація, але якщо безбілетний пасажир на момент заходу на посадку не прийде до тями чи з інших причин не буде здатен рухатися (або вже буде мертвий), він може впасти з літака. Федеральне авіаційне управління США припускає, що кількість таких безбілетних пасажирів, ймовірно, більша, ніж відомо, оскільки деякі з них падають в океан або у віддалені місцевості.

## Список
Нижче наведено хронологічний перелік задокументованих інцидентів з польотами людей у шахтах шасі. Випадки, коли безбілетні пасажири подорожували у вантажному відсіку або відсіку для запасних частин, до списку не включено, оскільки обидва ці приміщення знаходяться під тиском. Також не включений випадок, коли 31 липня 2013 року кіт якимось чином пробрався до шахти шасі літака Airbus A321 та пережив політ з Афін у Цюріх.
| Дата              | Ім'я і вік безбілетника                                                                                             | Маршрут Авіакомпанія, рейс                                                            | Літак                                 | Доля безбілетника |
| ----------------- | --- | ------------------------------------------------------------------------------------- | ------------------------------------- | --- |
| 7 серпня 1946     | Бас Ві, 12 років | Купанг–Дарвін                                                                         | Douglas DC-3                          | Вижив, натуралізувався в Австралії у 1958, одружився |
| 5 серпня 1947     | Франциско Карвало, 30 років                                                                                         | Лісабон–Натал                                                                         | Douglas DC-3                          | Вижив, повернувся до Португалії, був заарештований за незаконний виїзд з країни |
| 15 листопада 1948 | Сайябалі, (фіджійський індієць, 18 років                                                                            | Нанді–Гонолулу                                                                        | Douglas DC-4                          | Вижив, заарештований на 60 днів, депортований назад до Фіджі |
| 9 вересня 1960    | Даніель Мело, 16 років                                                                                              | аеропорт Санта-Марія (Азорські острови)-аеропорт Вейда (Бермудські острови)           | Lockheed L-1049 Super Constellation   | Вижив, зааршетований і депортований |
| 28 вересня 1966   | Франсіско Куевас Гарсія, 17 років                                                                                   | Богота–Мехіко                                                                         | Boeing 707                            | Пережив політ на висоті 10 000 м, повернувся додому в Керетаро і був помилуваний |
| 18 квітня 1966    | Неідентифікований чоловік, близько 25 років                                                                         | Москва–Париж                                                                          | Sud Aviation Caravelle                | Загинув |
| 19 квітня 1966    | Неідентифікований чоловік, близько 20 років                                                                         | Орлі–Марокко                                                                          | Sud Aviation Caravelle                | Загинув (замерз) |
| 4 червня 1969     | Армандо Сокаррас Рамірес, 17 років Хорхе Перес Бланко, 16 років                                                     | Гавана–Мадрид (Iberia, рейс 904)                                                      | Douglas DC-8                          | Бланко випав назовні перед злетом, вижив і був арештований. Рамірес пережив політ, провів 52 дні в іспанській лікарні, станом на 2021 рік жив у США |
| 26 липня 1969     | Чоловік, 17 років Особа другої людини не встановлена                                                                | Гавана–Мадрид                                                                         | Douglas DC-8                          | Один вижив, другий загинув (випав) |
| 22 лютого 1970    | Кіт Сепсфорд, 14 років                                                                                              | Сідней–Токіо (Japan Airlines)                                                         | Douglas DC-8                          | Загинув, впавши з висоти близько 60 м, коли під ним відчинився люк при втягуванні шасі. Падіння було випадково заснято фотографом, що знімав літаки, фотографія опублікована в журналі «Life» |
| 21 червня 1970    | Жан-П'єр Вієр, 13 років                                                                                             | Ліон–Абіджан                                                                          | Douglas DC-8                          | Загинув (випав під час випуску шасі при приземленні) |
| 14 квітня 1972    | Джон Грібовскі, 18 років                                                                                            | Сан-Дієго–Нью-Йорк                                                                    | Boeing 707                            | Загинув (замерз) |
| 23 березня 1975   | Луїс Альберт Фула Камачо, 18 років                                                                                  | Богота–Маямі                                                                          | Boeing 707                            | Загинув (випав) |
| 14 листопада 1986 | Габріель Пачеко, 35 років                                                                                           | Панама–Маямі                                                                          | Boeing 707                            | Пережив політ на висоті 12 000 м |
| 19 лютого 1990    | Двоє чоловіків | Тринідад–Торонто (BWIA West Indies Airways)                                           | Lockheed L-1011 TriStar               | Обидва вижили після 5-годинного польоту |
| 15 березня 1993   | Шамсул Рамлі, 17 років                                                                                              | Куала-Лумпур–Йоганнесбург (Malaysia Airlines)                                         | Boeing 747                            | Загинув |
| 4 червня 1993     | Хуан Карлос Гусман-Бетанкур, 17 років                                                                               | Богота–Маямі (Arca Colombia)                                                          | Douglas DC-8                          | Пережив політ на висоті 11 000 м |
| 4 серпня 1993     | Чоловік, 19 років                                                                                                   | Богота–Нью-Йорк                                                                       | Boeing 747                            | Загинув |
| 13 вересня 1994   | Чоловік | Тонга–Раротонга (перенаправлений на Самоа)                                            | Boeing 737-300                        | Загинув. Тіло заважало випустити шасі для приземлення, внаслідок чого знадобилася аварійна посадка |
| 1995              | Невідомий трудовий мігрант                                                                                          | До Шанхаю                                                                             | Boeing 747                            | Загинув (замерз, тіло випало під час посадки) |
| 2 серпня 1996     | Два монгольських хлопчики, близько 9 і 12 років                                                                     | Улан-Батор–авіабаза Кадена                                                            | Lockheed C-141B (Повітряні сили США)  | Старший помер невдовзі після посадки та виявлення, молодший — через два дні |
| 14 жовтня 1996    | Пардіп Сайні, 22 роки Віджай Сайні, 19 років                                                                        | Нью-Делі–Лондон                                                                       | Boeing 747                            | Пардіп пережив політ на висоті 11 000 м, Віджай загинув |
| 22 березня 1997   | Чоловік, підліткового віку                                                                                          | Найробі–Лондон                                                                        | Boeing 747                            | Загинув (розчавлений при втягуванні шасі) |
| 1998              | Тревор Джейкобс, 30 років Перебував у розшуку за кількома кримінальними звинуваченнями, включаючи викрадення людини | Антигуа–Тринідад                                                                      | McDonnell Douglas MD-80               | Загинув |
| 7 лютого 1998     | Неідентифікований чоловік                                                                                           | Баку–Лондон (British Airways, рейс 2028)                                              | Boeing 767                            | Загинув (замерз) |
| 28 червня 1998    | Чоловік, китаєць, 23 роки                                                                                           | Шанхай–Токіо                                                                          | Boeing 747                            | Вижив, шпиталізований у критичному стані |
| 14 вересня 1998   | Еміліо Домінгес, 23 роки                                                                                            | Сан-Педро-Сула–Маямі (Iberia, рейс 6130)                                              | McDonnell Douglas DC-9                | Пережив політ на висоті 10 000 м, подорожував у пошуках роботи, врешті депортований назад у Гондурас |
| 28 липня 1999     | Ягіне Койта і Фоде Тункара, обом по 14 років                                                                        | Конакрі–Брюссель (Sabena, рейс 520)                                                   | Airbus A330                           | Обидва загинули (замерзли) |
| 4 серпня 2000     | Фідель Марухі, 24 роки                                                                                              | Папеете–Лос-Анжелес–Париж (Air France, рейс 71)                                       | Boeing 747-400                        | Пережив політ на висоті 12 000 м Виявлений під час зупинки для дозаправки в Лос-Анджелесі. На момент виявлення його температура тіла становила 26 °C, що значно нижче рівня, який зазвичай вважається смертельним. Пізніше Марухі розповів, що основним мотивом його мандрівки до Франції було потиснути руку Зінедіну Зідану. |
| червень 2001      | Мохаммед Аяз, 21 | Мухаррак–Лондон                                                                       | Boeing 777                            | Загинув |
| 7 серпня 2001     | Неідентифікований чоловік                                                                                           | Лондон–Нью-Йорк (American Airlines, рейс 131)                                         | Boeing 777                            | Загинув (випав з висоти 460 м при заході на посадку) |
| вересень 2001     | Міхаіл Сємєняга, 24 орки                                                                                            | Перм–Єкатеринбург–Франкфурт-на-Майні                                                  |                                       | Загинув (замерз) |
| 24 грудня 2001    | Альберто Родрігес, 15 років Майкель Альміра, 16 років                                                               | Гавана–Лондон                                                                         | Boeing 777                            | Загинули |
| липень 2002       | Чоловік, 34 роки, камерунець                                                                                        | Ріо-де-Жанейро–Париж (Air France)                                                     | Boeing 767                            | Загинув |
| грудень 2002      | Віктор Альварес Моліна, 24 роки                                                                                     | Гавана–Монреаль                                                                       | McDonnell Douglas DC-10               | Вижив, отримав статус біженця в Канаді |
| 5 грудня 2002     | Два хлопчики, 12 і 14 років                                                                                         | Аккра–Лондон                                                                          | McDonnell Douglas DC-10               | Загинули |
| 11 січня 2003     | Маріано Алексіс Еррера-Ба, технік аеропорту Пунта-Кана                                                              | Пунта-Кана–Торонто                                                                    | Airbus A320                           | Загинув |
| 23 січня 2003     | Два неідентифіковані чоловіки                                                                                       | Париж–Шанхай (Air France, рейс 112)                                                   | Boeing 777                            | Загинули (випали при заході на посадку) |
| 25 січня 2003     | Неідентифікований чоловік                                                                                           | Малі або Габон–Париж                                                                  |                                       | Загинув (випав при заході на посадку в Парижі) |
| 25 березня 2003   | Неназваний чоловік, 19 років, росіянин                                                                              | до Франкфурт                                                                          |                                       | Загинув (був розчавлений при випуску шасі, після чого випав) |
| 24 грудня 2003    | Неідентифікований чоловік, близько 25 років                                                                         | Монтего-Бей–Нью-Йорк                                                                  |                                       | Загинув |
| 30 грудня 2003    | Неідентифікований чоловік, близько 30 років                                                                         | Лагос–Лондон–Нью-Йорк (British Airways, рейс 117)                                     | Boeing 747                            | Загинув, тіло виявлено вже у Нью-Йорку |
| 21 липня 2004     | Неідентифікований чоловік, близько 20 років                                                                         | Домініканська Республіка–Дюссельдорф                                                  |                                       | Загинув (замерз) |
| 22 жовтня 2004    | Неідентифікований чоловік, близько 20 років                                                                         | Маямі–Детройт                                                                         | Boeing 737                            | Загинув |
| 11 листопада 2004 | Лянь Кайлон, 14 років Су Цін, 13 років                                                                              | Куньмін–Чунцін                                                                        | Airbus A320                           | Лянь вижив, Су загинув (випав невдовзі після злету) |
| 25 травня 2005    | Неідентифікований хлопчик, близько 10 років                                                                         | Дуньхуан–Ланьчжоу                                                                     | Airbus A320                           | Загинув (випав незабаром після злету) |
| 26 липня 2005     | Неідентифікований чоловік                                                                                           | Йоганнесбург–Дакар–Нью-Йорк (South African Airways, рейс 203)                         | Airbus A340                           | Загинув (розчавлений шасі при заході на посадку). Деякі частини тіла випали з літака |
| 12 січня 2007     | Неідентифікований чоловік                                                                                           | Йоганнесбург–Дакар–Атланта (Delta Air Lines, рейс 35)                                 | Boeing 767                            | Загинув (замерз і був розчавлений) |
| 15 січня 2007     | Неідентифікований чоловік                                                                                           | Банжул–Дакар–Брюссель                                                                 | Airbus A330-300                       | Загинув |
| 29 січня 2007     | Семюел Пітер Бенджамін, 17 років, мешканець Кейптауна                                                               | Сінгапур–Ванкувер–Гонконг–Кейптаун–Лондон–Лос-Анджелес                                | Boeing 747                            | Загинув. Сів на літак, очевидно, у Кейптауні 22 січня. Тіло виявлено у Лос-Анжелесі 29 січня |
| 19 липня 2007     | Неідентифікований чоловік, близько 50 років, азіат                                                                  | Шанхай–Сан-Франциско (United Airlines)                                                | Boeing 747                            | Загинув |
| 21 вересня 2007   | Андрій Щербаков, 15 років                                                                                           | Перм–Москва                                                                           | Boeing 737                            | Вижив, отримав важкі обмороження |
| 12 жовтня 2007    | Осама Шублак | Куала-Лумпур–Сінгапур (Singapore Airlines, рейс 119)                                  | Boeing 777-200                        | Вижив |
| 21 жовтня 2007    | Ільгар Ашумов, 15 років                                                                                             | Баку–Москва                                                                           |                                       | Загинув (випав при заході на посадку), тіло виявлено у 12 км від аеропорту |
| 9 серпня 2009     | Філіпп Юрченко, 19 років                                                                                            | Іркутськ–Хабаровськ–Владивосток (Владивосток Авиа, рейс 486)                          | Airbus A320                           | Загинув |
| 7 лютого 2010     | Неідентифікований чоловік                                                                                           | Нью-Йорк–Наріта (Delta Air Lines, рейс 59)                                            | Boeing 777                            | Загинув |
| 18 лютого 2010    | Неідентифікований чоловік, домініканець                                                                             | Санто-Домінго–Маямі (Amerijet International)                                          | Boeing 767                            | Загинув (випав під час злету) |
| березень 2010     | Окечукву Океке, нігерієць                                                                                           | Лагос, до США (Delta Air Lines)                                                       | Boeing 777                            | Загинув |
| квітень 2010      | Неідентифікований чоловік, африканець                                                                               | до Цюриху                                                                             |                                       | Загинув (випав при заході на посадку, тіло знайдене у Вайсслінгені) |
| 06 червня 2010    | Чоловік, 20 років, румунець                                                                                         | Відень–Лондон                                                                         | Boeing 747                            | Вижив |
| 9 липня 2010      | Неідентифікований чоловік                                                                                           | Бейрут–Ер-Ріяд (Nasair)                                                               | Airbus A320                           | Загинув |
| 10 вересня 2010   | Чоловік, нігерієць                                                                                                  | Йоганесбург–Лагос (Arik Air)                                                          |                                       | Загинув (розчавлений) |
| 2 листопада 2010  | Роман Сороковіков, 16 років                                                                                         | Єрбогачон–Кіренськ                                                                    | Ан-24                                 | Вижив. Як виявилося, безбілетник ще й прилетів не туди, куди хотів, оскільки думав, що літак прямує до Іркутську, куди він і хотів потрапити |
| 15 листопада 2010 | Делвонт Тісдейл, 16 років                                                                                           | Шарлотт–Бостон (US Airways, рейс 1776)                                                | Boeing 737                            | Загинув (можливо, отримав смертельне поранення від шасі), випав неподалік Бостона |
| 15 січня 2011     | Касім Сіддік | Лагор–Дубай (Airblue)                                                                 |                                       | Загинув (випав невдовзі після злету) |
| 13 липня 2011     | Адоніс Гуерро Барріос, 23 роки                                                                                      | Гавана–Мадрид                                                                         | Airbus A340                           | Загинув |
| 26 липня 2012     | Неідентифікований чоловік                                                                                           | Кейптаун–Лондон (British Airways)                                                     | Boeing 747-400                        | Загинув |
| 9 вересня 2012    | Хосе Матада, 27 років                                                                                               | Луанда–Лондон                                                                         | Boeing 777                            | Загинув (випав) |
| 26 жовтня 2012    | Неідентифікований чоловік                                                                                           | Лондон–Лагос                                                                          | Airbus A340-500                       | Загинув |
| 8 квітня 2013     | Неідентифікований чоловік                                                                                           | Яунде–Париж (Camair-Co)                                                               | Boeing 767                            | Загинув |
| 6 червня 2013     | Чоловік, 22 роки, грузин                                                                                            | Ріміні–Москва (I-Fly)                                                                 | Airbus A321                           | Загинув за чотири дні до виявлення і не був помічений протягом щонайменше семи польотів. Де саме він забрався на літак, не визначено. |
| 18 липня 2013     | Гікмет Комур, 32 роки                                                                                               | Стамбул–Лондон (British Airways, рейс 675)                                            | Airbus A320                           | Загинув (замерз) |
| 25 липня 2013     | Неідентифікований чоловік                                                                                           | Уагадугу–Ніамей–Париж (Air France, рейс 547)                                          | Airbus A330                           | Загинув (випав при посадці в Ніамеї) |
| 24 серпня 2013    | Даніель Ігекіна, 13 або 14                                                                                          | Бенін-Сіті–Лагос                                                                      |                                       | Вижив |
| 5 січня 2014      | Невідомо | Мешхед–Медіна (аварійна посадка через поломку шасі)                                   | Boeing 767-300ER                      | Загинув (частини тіла впали у Джидді) |
| 22 лютого 2014    | Кріс Дікех, нігерієць                                                                                               | Дакар–Вашингтон                                                                       | Airbus A340-300                       | Загинув |
| 20 квітня 2014    | Ях'я Абді, 16 років, сомалієць                                                                                      | Сан-Хосе–Кахулуї (Hawaiian Airlines, рейс 45)                                         | Boeing 767                            | Вижив |
| 5 липня 2014      | Чоловік, 17 років                                                                                                   | Саннефіорд–Амстердам (KLM Cityhopper)                                                 | Embraer 190                           | Загинув |
| 27 липня 2014     | Неідентифікований чоловік, підліток                                                                                 | Малі (імовірно)–Рамштайн                                                              | Lockheed Martin C-130J Super Hercules | Загинув |
| 14 березня 2015   | Неідентифікований чоловік, близько 40 років                                                                         | Лагос–Нью-Йорк (Arik Air)                                                             | Airbus A340-500                       | Загинув. Припускають, що тіло знаходилося в літаку з 11 березня |
| 7 квітня, 2015    | Маріо Стівен Амбаріта, 21 рік                                                                                       | Пеканбару–Джакарта (Garuda Indonesia, рейс 177)                                       | Boeing 737-800                        | Вижив |
| 19 червня 2015    | Карліто Вале 28 або 29 років Тембра Кабека, 24 роки                                                                 | Йоганнесбург–Лондон (British Airways, рейс 54)                                        | Boeing 747-400                        | Вале загинув (випав під час заходу на посадку, тіло виявили на даху в Річмонді). Кабека вижив, хоча й лишився інвалідом. Йому дозволили залишитися у Великій Британії. |
| 12 вересня 2015   | Неідентифікований чоловік                                                                                           | Найробі–Амстердам (Emirates SkyCargo)                                                 | Boeing 777-200                        | Загинув (випав при заході на посадку) |
| 11 січня 2016     | Неідентифікований чоловік                                                                                           | Сан-Паулу–Париж (Air France)                                                          | Boeing 777                            | Загинув, тіло виявлене під час технічного обслуговування |
| 14 лютого 2016    | Неідентифікований чоловік                                                                                           | Мюнхен–Дурбан (Western Global Airlines)                                               | McDonnell Douglas MD-11               | Загинув. Тіло виявлене при дозаправці в аеропорті Мугабе (Хараре, Зімбабве). |
| 7 червня 2016     | Неідентифікований чоловік                                                                                           | Дакар–Брюссель (Brussels Airlines, рейс 204)                                          | Airbus A330                           | Загинув, тіло виявлене при технічному обслуговуванні |
| 21 вересня 2016   | Неідентифікований чоловік, африканець                                                                               | Нігерія–Джидда (Flynas)                                                               | Boeing 747                            | Загинув, тіло виявлене під час планового огляду |
| 30 листопада 2016 | Неідентифікований чоловік                                                                                           | Лагос–Йоганнесбург (Arik Air)                                                         | Airbus A330-200                       | Загинув |
| 12 серпня 2017    | Неідентифікований чоловік, домініканець                                                                             | Санто-Домінго–Маямі (American Airlines, рейс 1026)                                    | Airbus A321                           | Вижив, депортований назад до Домініканської республіки |
| 13 січня 2018     | Неідентифікований чоловік                                                                                           | Гонолулу–Японія (Delta Air Lines)                                                     |                                       | Загинув (випав при злеті) |
| 11 лютого 2018    | Неідентифікований чоловік, африканець                                                                               | Кіншаса–Момбаса (Kenya Airways)                                                       |                                       | Загинув, тіло виявлене після аварійної посадки в аеропорті Найробі |
| 26 лютого 2018    | Марко Вінісіо, 17 років Луїс Мануель, 16 років                                                                      | Гуаякіль–Нью-Йорк (LATAM Airlines Group, рейс 1438)                                   | Boeing 767—300                        | Обидва загинули, випавши при злеті |
| серпень 2018      | Неідентифікований чоловік                                                                                           | Каракас–Ла-Фрія                                                                       |                                       | Загинув (випав при злеті) |
| 13 квітня 2019    | Неідентифікований чоловік                                                                                           | Пуент-а-Пітр–Каєнна (Air France, рейс 600)                                            | Airbus A320                           | Вижив, виявлений на злітній смузі аеропорту в Каєнні. Де саме він пробрався на борт, не сказано: літак приземлявся на дозаправку в аеропорту Мартиніки |
| 30 червня 2019    | Неідентифікований чоловік, близько 30 років                                                                         | Найробі–Лондон (Kenya Airways, рейс 100)                                              | Boeing 787 Dreamliner                 | Загинув (замерз). Тіло випало при заході на посадку, впавши в сад у Клепгемі, в метрі від місцевого мешканця, що загорав. Розслідування, проведене Sky News, спочатку ідентифікувало загиблого як 29-річного Пола Маньясі, працівника клінінгової компанії Colnet, яка працює за контрактом з Управлінням аеропортів Кенії (KAA). Але KAA і Colnet заявили, що згідно з їхніми записами Маньясі ніколи не працював у Colnet, і його ім'я не фігурувало в жодних реєстрах співробітників аеропорту Як повідомив пізніше канал KTN News Kenya, родина, яка стверджувала, що точно ідентифікувала Маньясі як свого сина, насправді не мала сина на ім'я Пол та навіть не носила прізвище Маньясі, і їй заплатили 200 доларів США за цю заяву. Sky вибачилися перед читачами за те, що їх ввели в оману, а Colnet — за те, що помилково повідомили, ніби загиблий був їх співробітником. |
| 30 вересня 2019   | Неідентифікований чоловік, близько 20 років                                                                         | Конакрі–Касабланка (Royal Air Maroc, рейс 526)                                        | Boeing 737-800                        | Загинув. Виявлений мертвим у відсіку шасі літака. Зовнішній огляд тіла виявив серйозні садна, особливо на грудях, животі та кінцівках. Тіло було замерзлим, вже настало трупне задубіння. Причиною смерті було визнано комбінований вплив переохолодження та травми грудної клітки. |
| 7 січня 2020      | Неідентифікований чоловік                                                                                           | Абіджан–Париж (Air France, рейс 703)                                                  | Boeing 777-300                        | Загинув (точна причина не визначена). Тіло виявлене в аеропорту призначення |
| 4 лютого 2021     | Чоловік, 16 років, кенієць                                                                                          | Лондон–Маастрихт (Turkish Airlines, рейс 6305)                                        | Airbus A330                           | Вижив, був шпиталізований і одужав. Очевидно, що він здійснив на цьому літаку кілька польотів, оскільки літак до цього прилетів з Найробі до Стамбулу, звідки відправився до Лондона. |
| 19 квітня 2021    | Неідентифікований чоловік                                                                                           | Лагос–Амстердам (KLM, рейс 588)                                                       | Airbus A330-200                       | Загинув (імовірно замерз) |
| 16 серпня 2021    | Шафіулла Хотак (приблизно 25 років) Фіда Мохаммад (приблизно 20 років) Закі Анварі (19 років)                       | Виліт з Кабулу                                                                        | Boeing C-17                           | Загинули під час евакуації в аеропорту Кабула у 2021 році. Шафіулла Хотак і Фіда Мохаммад, що хапалися за шасі, впали під час злету, Закі Анварі розчавило в шахті шасі. |
| 27 листопада 2021 | Неідентифікований чоловік                                                                                           | Гватемала–Маямі (American Airlines, рейс 1182)                                        | Boeing 737—800                        | Вижив, затриманий і доставлений у лікарню. |
| 23 січня 2022     | Неідентифікований чоловік, близько 20 років, кенієць                                                                | Йоганнесбург — Найробі — Амстердам (Cargolux Italia, рейс 7156)                       | Boeing 747-400F                       | Вижив, затриманий і доставлений у лікарню |
| 17 квітня 2023    | Неідентифікований чоловік, можливо нігерієць                                                                        | Лагос — Торонто — Амстердам (KLM)                                                     | Boeing 777                            | Загинув (імовірно, замерз) |
| 15 вересня 2023   | Неідентифікований чоловік, можливо гамбієць                                                                         | Банжул — Кілька пунктів призначення в Європі — Амстердам — Стамбул (Turkish Airlines) | Airbus A330                           | Загинув. Імовірно, проник на борт у Гамбії 10 вересня. Тіло було виявлено лише 15 вересня під час планового технічного обслуговування в Стамбулі. |
| 28 грудня 2023    | Неідентифікований чоловік, близько 20 років                                                                         | Оран — Париж (Air Algerie)                                                            | Boeing 737                            | Живий, але у важкому стані через сильну гіпотермію |
| 25 грудня 2024    | Невстановлена особа                                                                                                 | Чикаго — Кахулуї                                                                      | Boeing 787-10                         | Загинув; тіло виявили після приземлення. |
| 7 січня 2025      | Двоє невстановлених осіб                                                                                            | Нью-Йорк — Форт-Лодердейл                                                             | Airbus A321                           | Загинули; тіла виявили після приземлення. |